# Glitz (film)
Glitz is een politiefilm die voor de kabel gemaakt werd en in 1988 uitkwam. Hij werd gebaseerd op een boek van Elmore Leonard.

## Verhaal
Vincent Marra, actief als politieagent in Miami, is op ziekteverlof in Puerto Rico. Daar wordt hij gestalkt door een man tegen wie hij getuigde. De vriendin van Vincent verlaat hem en gaat werken als "dienster" in een casino in Atlantic City. Als ze even later vermoord wordt, evenals een man in Puerto Rico, moet Vincent de zaak oplossen en naar Atlantic City reizen om de link tussen beide zaken te onderzoeken.

## Cast
| Acteur           | Personage        |
| ---------------- | ---------------- |
| Jimmy Smits      | Vincent Marra    |
| Markie Post      | Linda Moon       |
| John Diehl       | Teddy Magyk      |
| Madison Mason    | Lt. Dixie Davies |
| Ken Foree        | Moose            |
| Geno Silva       | Lorendo          |
| James Purcell    | Jackie Garbo     |
| Robin Strasser   | Nancy Donovan    |
| Patrie Allen     | LaDonna          |
| Kathleen Freeman | Mrs. Magyk       |
| Santos Morales   | Isidoro          |
| George Touliatos | Frank Cingoro    |
| Kurek Ashley     | Bad Isham        |
| Michael Russo    | Ricky            |